# Браервуд (Кентуккі)
Браервуд (англ. Briarwood) — місто (англ. city) в США, в окрузі Джефферсон штату Кентуккі. Населення — 445 осіб (2020).

## Географія
Браервуд розташований за координатами 38°16′41″ пн. ш. 85°35′33″ зх. д. / 38.27806° пн. ш. 85.59250° зх. д. (38.278087, -85.592483).  За даними Бюро перепису населення США в 2010 році місто мало площу 0,25 км², уся площа — суходіл.

## Демографія
Згідно з переписом 2010 року, у місті мешкало 435 осіб у 229 домогосподарствах у складі 112 родин. Густота населення становила 1763 особи/км².  Було 243 помешкання (985/км²).
Расовий склад населення:
| - 90,3 % — білих - 4,4 % — чорних або афроамериканців - 0,2 % — корінних американців - 2,1 % — осіб інших рас |

До двох чи більше рас належало 3,0 %. Частка іспаномовних становила 5,7 % від усіх жителів.
За віковим діапазоном населення розподілялося таким чином: 14,9 % — особи молодші 18 років, 64,4 % — особи у віці 18—64 років, 20,7 % — особи у віці 65 років та старші. Медіана віку мешканця становила 45,1 року. На 100 осіб жіночої статі у місті припадало 73,3 чоловіків;  на 100 жінок у віці від 18 років та старших — 65,9 чоловіків також старших 18 років.
Середній дохід на одне домашнє господарство  становив 51 834 долари США (медіана — 45 833), а середній дохід на одну сім'ю — 64 503 долари (медіана — 58 906). За межею бідності перебувало 18,1 % осіб, у тому числі 27,3 % дітей у віці до 18 років та 9,8 % осіб у віці 65 років та старших.
Цивільне працевлаштоване населення становило 316 осіб. Основні галузі зайнятості: освіта, охорона здоров'я та соціальна допомога — 20,6 %, фінанси, страхування та нерухомість — 12,3 %, науковці, спеціалісти, менеджери — 12,0 %.